# تمر محشي

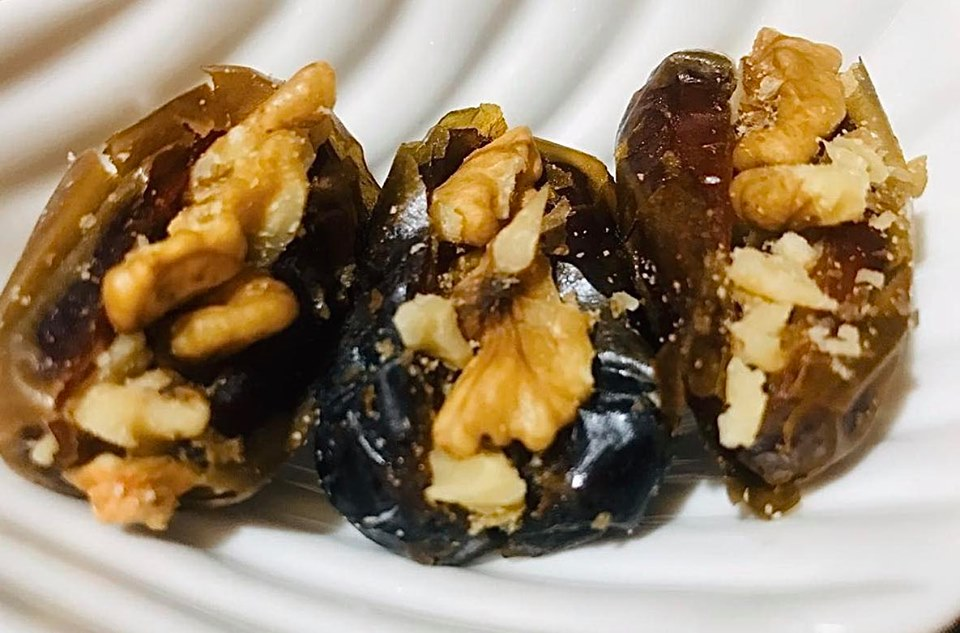
صورة لتمر محشي بالجوز-يقدم في شهر رمضان مع القهوة أو خلال الإفطار كنوع من الأكلات الخفيفة

التمر المحشي هو حلوة من المطبخ العربي، تحضّر من التمر الكبير الحجم الذي تنزع بذوره ويحشى بمزيج اللوز أو بزبدة الفول السوداني، بعض حبات التمر المفروم، العسل، عصير البرتقال والهيل. تحتوي كل حصّة على 179 سعرة حرارية و37 غ من الكاربوهيدرات.